# Доњи ганглион језично-ждрелног живца
Доњи ганглион језично-ждрелног живца или петрозни ганглион (лат. ganglion inferius nervi glossopharyngei) је мало живчано задебљање, које се налази испод горњег ганглиона у удубљењу на доњој ивици петрозног дела слепоочне кости. У њему се налазе тзв. псеудоуниполарне ћелије, од којих полазе сензитивна нервна влакна језично-ждрелног живца која се завршавају у једрима продужене мождине (лат. nucleus solitarius et nucleus spinalis nervi trigeminalis).